# Shiroishi, Saga
Shiroishi (白石町 Shiroishi-chō) là một thị trấn thuộc huyện huyện Kishima, Saga, Nhật Bản.